# 이형숙
이형숙(李亨淑, 1964년 12월 24일 ~ )은 대한민국 여자 농구 국가대표팀 선수였다. 포지션은 포인트 가드였다.

## 선수 경력
1983년 수피아여자고등학교를 졸업하고 실업팀 한국화장품에 입단, 그해 3월 3일 봄철 여자실업농구대회에서 조흥은행을 상대로 13득점, 3어시스트, 3리바운드를 기록하면서 실업무대 데뷔전을 치루었다. 데뷔 시즌에서의 활약 덕분에 곧바로 국가대표팀에 선발되어 1983년 8월 브라질에서 열린 세계 여자 농구 선수권 대회에 참가하였지만 박양계, 최애영 등에 밀려 경기에 출장하지는 못했다. 이듬해인 1984년 LA 올림픽 국가대표팀에 백업 가드로서 또다시 선발되었지만 대회 직전 박양계의 부상으로 인해 주전 포인트 가드로 출전, 특유의 빠른 발을 이용한 드리블로 상대 진영을 휘저으며 대한민국팀이 사상 최초로 은메달을 거머쥐는 데 일등공신이 되었다. 이후 대한민국 대표팀 주전 포인트 가드로서 확실하게 자리매김하여 대한민국을 아시아 선수권 대회 정상에 두 차례 올려놓았으며 1990년 중국 베이징에서 열린 아시안게임에서도 대표팀 주전 가드로서 중국을 꺾고 금메달을 획득하는 데 큰 기여를 하였다.
아시안게임 직후 은퇴를 선언하고 트레이너 겸 선수로서 제한적으로 뛰었던 1991-92 시즌 농구대잔치를 끝으로 국내 무대에서의 현역 생활을 완전히 마감하였으며 농구대잔치 통산 그녀가 기록한 어시스트 개수는 331개였다.

## 지도자 경력
1992년 대만에 진출하여 3년간 선수생활을 더 하고 곧바로 소속팀 타이위안(臺元)의 감독직을 맡은 이래 2003년 말까지 팀을 두 차례나 대만리그 우승으로 이끄는 지도력을 발휘했다. 학업을 위해 지도자 생활을 그만 두고 2004년 입학한 시치엔(實踐)대학에서 학업과 함께 선수로도 깜짝 복귀, 마흔의 나이에도 두자리 점수를 올리는 득점력을 연이어 과시하며 당시 대학 2부리그에 머물던 시치엔대를 단박에 1부리그로 승격시키는 활약을 보여주었다. 현재 불광산대학 감독으로 재임하고 있으며 2013년 6월에는 소속팀을 이끌고 내한하여 김천국제초청여자농구대회에 참가하였다.

## 학력
- 수피아여자고등학교

## 소속팀
- 한국화장품
- 대만 타이위안